# Marie-Julie Halligner
Marie-Julie Boulanger, nascuda com a Marie-Julie Halligner, (París, 29 de gener de 1786 – 23 juliol 1850), fou una mezzosoprano francesa. Va actuar al llarg de tota la seva carrera sota el nom artístic de Madame Boulanger, apareixent en les estrenes absolutes de Le maître de chapelle, L'ambassadrice, Le Domino noir, i La Fille du régiment.

## Biografia
Va néixer a París, filla d'uns pares botiguers de classe mitjana. Va ser la germana gran de Sophie Halligner, una actriu del Théâtre de l'Odéon i del Théâtre de l'Ambigu-Comique, casada amb l'actor Frédérick Lemaître el 1826. Marie-Julie Halligner va entrar a la Conservatori de París el 1806 per a estudiar solfeig. Va ser alumna de Charles-Henri Plantade i de Pierre-Jean Garat.
El debut de Halligner a l'Opéra-Comique el 1811 va ser considerat "un èxit immens". Va ser una notable soubrette a l'Opéra-Comique entre 1811 i 1835. Va continuar la seva carrera fins al 1845, encara que la seva veu havia començat a defallir al final d'aquell període. Va estrenar el rol de Lady Pamela en Fra Diavolo d'Auber en 1830. Va actuar en estrenes absolutes d'òperes en almenys tres òperes còmiques: va estrenar el paper de Gertrude en Le maître de chapelle, per Ferdinando Paer (1821); el de Madame Barneck en L'ambassadrice de Daniel Auber (1836); i el de la Marquesa de Berkenfield en La Fille du régiment de Gaetano Donizetti (1840). Les seves altres actuacions van incloure obres d'André Grétry, Nicolas Isouard i François-Adrien Boieldieu. La seva veu era, segons es diu, "bona, brillant en l'execució i la seva actuació plena de caràcter i intel·ligència". Després de retirar-se el 1845 va dedicar-se a activitats d'ensenyament a París.
Halligner va ser l'esposa del violoncel·lista i professor del Conservatori de París Frédéric Boulanger, a qui havia conegut durant els seus estudis al Conservatori. El seu fill, Ernest Boulanger, guanyador del Grand Prix de Roma de 1835, va ser un compositor d'òperes còmiques; la seva nora fou la princesa Raissa Michetski, descendent de Sant Mikhaïl Txernigóvski (Sant Michael de Txernigov). Les seves netes, Nadia Boulanger i Lili Boulanger, van competir també en el Prix de Roma: Nadia va guanyar el segon lloc el 1908 i Lili el primer premi el 1913.